# La Encarnación (Piero di Cosimo)

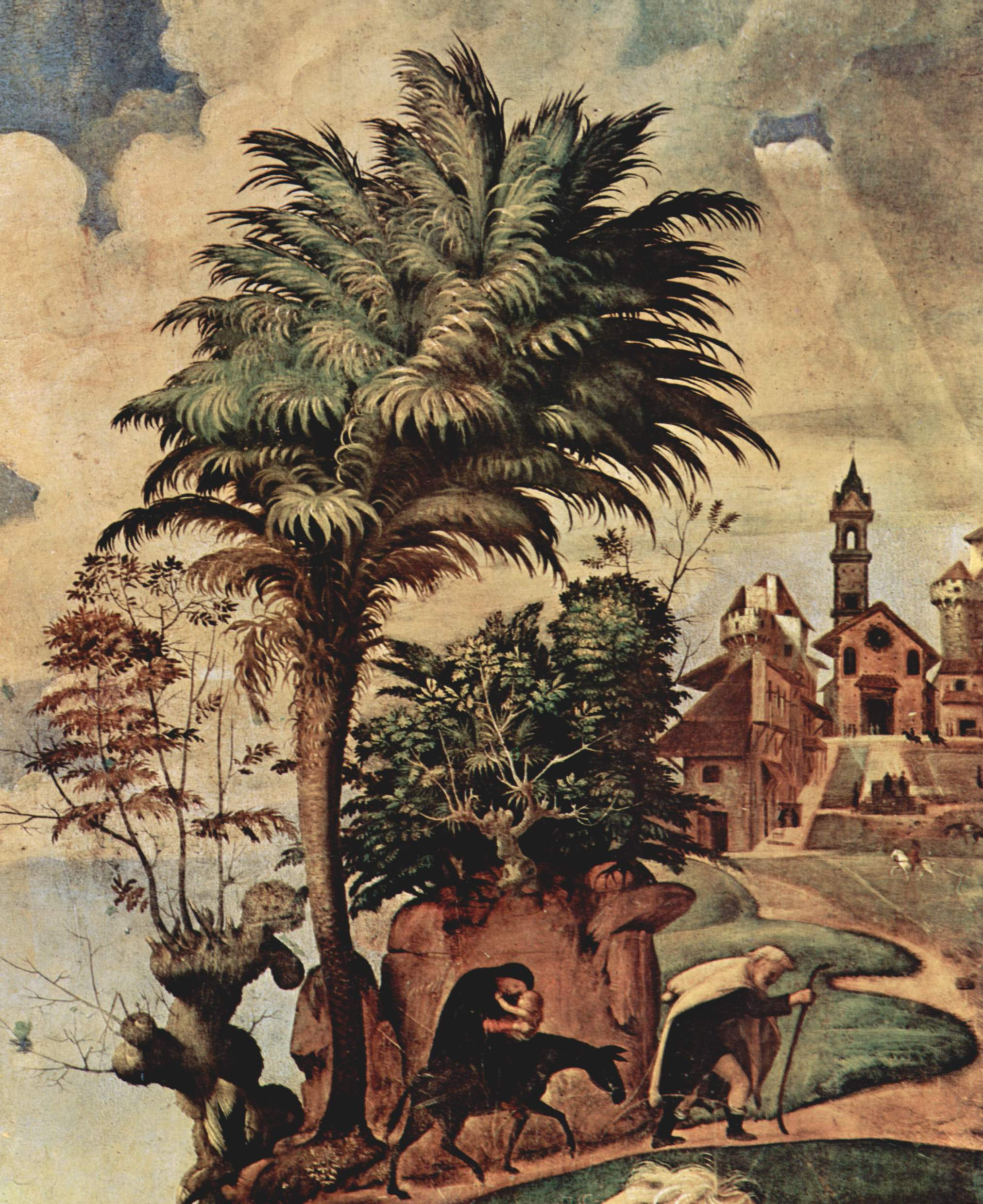
Detalle, la Huida a Egipto.

La Encarnación de Cristo es un pintura al óleo sobre tabla de 206 x 172 cm de Piero di Cosimo, de hacia 1505 y conservado en la Galería de los Uffizi de Florencia.

## Historia
La obra proviene de la Capilla Tedaldi en la Basílica de la Santísima Anunciación, donde originalmente contaba con una predela. En 1670 fue adquirida por el cardenal Leopoldo de Médici y desde 1804 se encuentra en los Uffizi.
La obra es tradicionalmente fechada entre 1495 y 1505, en línea con los juicios que describen al artista como "excéntrico recién llegado". Sin embargo, Laura Cavazzini en 1997 anticipó la datación a 1498 aproximadamente, lo que haría la obra más original en el panorama figurativo de la época. La datación tardía en cambio se basa en comparaciones estilísticas que ligan esta y algunas otras obras a una influencia de Leonardo da Vinci (sobre todo en el San Juan) y Lorenzo di Credi.
Se conocen un dibujo preparatorio de la obra en Bremen en la Kunsthalle (solo conocido por fotografías antiguas, ya que resultó destruido durante la Segunda Guerra Mundial) y un estudio para las manos de María en la Biblioteca Real de Turín (nº 15616).

## Descripción y estilo
La obra muestra de manera bastante original un tema poco frecuente, la Encarnación de Jesús, generalmente representada en conjunción con la Anunciación. En el centro se alza la figura de María de pie sobre un pedestal marmóreo, donde no por casualidad se encuentra una Anunciación en bajorrelieve. De lo alto desciende la paloma del Espíritu Santo, acompañada por la luz divina que, a diferencia de los pintores góticos y quattrocentistas, no es una simple bajada de rayos dorados, sino un verdadero y realista resplandor que baña a María e ilumina el centro a su alrededor, a los rostros de las santas abajo y el libro caído de las manos de la Virgen y ahora en el suelo, como una pequeña naturaleza muerta de inspiración flamenca. La mano sobre el vientre, gesto típico de las embarazadas, recalca el tema de la obra: el momento siguiente a la Anunciación, cuando la luz divina cae sobre la virgen, y el Hijo se encarna, materializándose, en la matriz de la doncella.
A los lados se encuentran seis santos dispuestos de manera simétrica, pero variados en los gestos, actitudes y expresiones. Desde la izquierda se ve, con el águila detrás, a Juan el Evangelista, que señala a Jesús, en este caso en el vientre de María, Felipe Benicio sosteniendo un lirio, Catalina de Alejandría arrodillada, al igual que Margarita de Antioquía con crucifijo y rosario, Antonino de Florencia, entonces beato y por tanto en lugar de la aureola de santidad muestra unos rayos luminosos tras la cabeza y Pedro con libro y las llaves. La disposición de las dos santas arrodilladas, finamente dispuestas una frente a la otra, crea una pirámide de líneas de fuerza, que dirige la mirada del espectador hacia la Virgen.
Al fondo un paisaje flanqueado por dos espolones rocosos coronados por exóticas palmeras, probable alusión a Tierra Santa donde se desarrollaron los acontecimientos, ocupados por figuras que plasman, respectivamente, la Natividad y Anunciación a los pastores y en la de la derecha la Huida a Egipto. Aquí a la derecha los edificios recuerdan el santuario de Montesenario, casa madre de la orden de los Siervos de María que regentaban la iglesia a la que se destinaba la obra.